# Fármaco inmunoconjugado

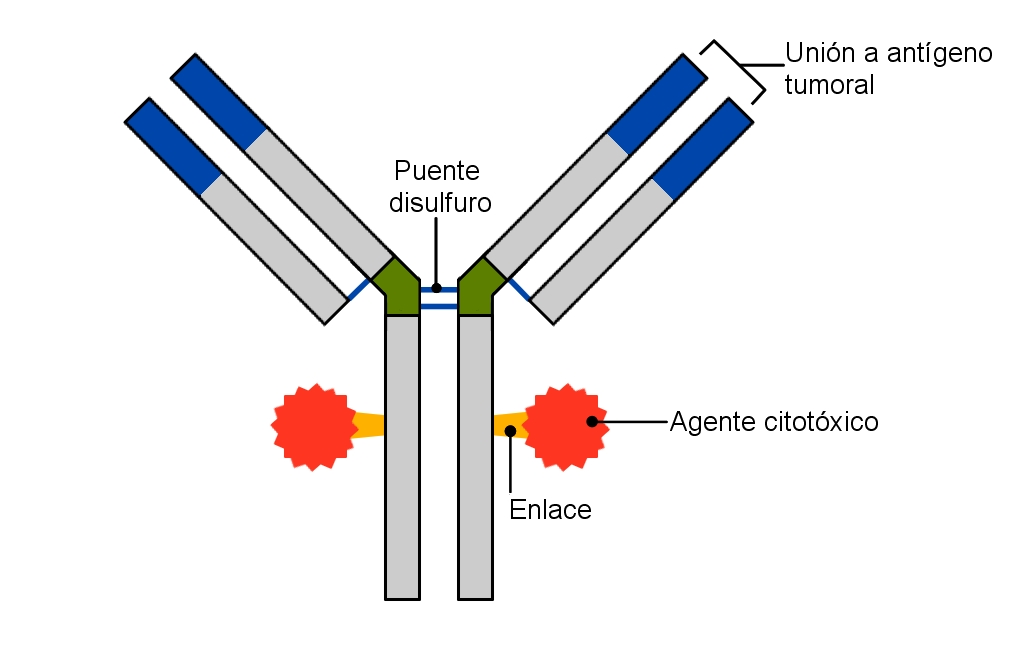
Estructura esquemática de un fármaco inmunocojugado. Puede observarse un agente citotóxico unido mediante un enlace a un anticuerpo monoclonal.

Fármaco inmunoconjugado es aquel que asocia un anticuerpo monoclonal a otro medicamento mediante un enlace, por lo que también se llama anticuerpo conjugado o ADC por las iniciales de su denominación en inglés (Antibody-drug conjugate). Se han desarrollado varios medicamentos de este tipo para el tratamiento de ciertos tipos de cáncer que no responden a otras terapias, en todos ellos se asocia el anticuerpo monoclonal a un agente citotóxico. El primero del grupo fue el gentuzumab ozogamicina que se aprobó en el año 2000 para el tratamiento de la leucemia mieloide aguda CD-33 positiva y fue retirado del mercado en el año 2010 por falta de eficacia y problemas de seguridad.

## Fármacos
- Gentuzumab ozogamicina.
- Brentuximab vedotina (nombre comercial: Adcetris, laboratorio Seattle Genetics y Millennium/Takeda). Se utiliza para el tratamiento del linfoma de Hodgkin refractario a otros tratamientos.
- Trastuzumab emtansina (nombre comercial: Kadcyla, laboratorio Genentech and Roche). Su uso ha sido aprobado para el tratamiento de pacientes afectos de cáncer de mama metastásico HER2 positivo.
- Trastuzumab deruxtecán (nombre comercial: Enhertu, laboratorio Daiichi Sankyo). Aprobado por la EMA en cáncer de mama HER2 positivo no resecable o metastásico. Se están realizando ensayos clínicos para comprobar su eficacia en pacientes afectos de cáncer de pulmón.
- Sacituzumab govitecan (nombre comercial: Trodelvy, laboratorio Gilead Sciences Ireland). Aprobado por la EMA en cáncer de mama triple negativo no resecable o metastásico. Formado por la fusión de un anticuerpo contra la proteína Trop2 que se expresa en el cáncer de mama y el medicamento quimioterápico govitecan, metabolito del irinotecan.
- Polatuzumab vedotina.[4][5]

## Otras aplicaciones
La mayor parte de los fármacos en investigación pertenecientes a está familia se han desarrollado para el tratamiento de diferentes tipos de cáncer. Sin embargo investigaciones futuras podría ampliar el número de indicaciones a otras áreas además de la oncología.